# 175 West Broadway
175 West Broadway es un edificio entre las calles Worth y Leonard en el barrio de Tribeca de Manhattan, Nueva York (Estados Unidos). Construido en 1877, fue diseñado por Scott & Umbach, un estudio de arquitectura de Newark, en el estilo de ladrillo policromado. Según la Comisión de Preservación de Monumentos Históricos de la Ciudad de Nueva York, los "arcos de las ventanas en voladizo y la cornisa de ladrillo en voladizo del edificio no tienen paralelo en la arquitectura de la ciudad de Nueva York". Fue construido como propiedad de alquiler para los herederos de Jerome B. King, un notable fabricante de productos de yeso y cemento, y estuvo ocupado durante muchos años por Harwood & Son, que fabricaba y vendía toldos y otros productos hechos de lona.
El edificio fue designado monumento de la ciudad de Nueva York el 12 de noviembre de 1991.